# Henry E. Burnham

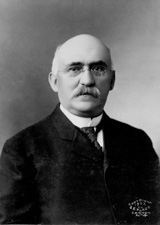
Henry Eben Burnham

Henry Eben Burnham, född 8 november 1844 i Dunbarton, New Hampshire, död 8 februari 1917 i Manchester, New Hampshire, var en amerikansk republikansk politiker. Han representerade delstaten New Hampshire i USA:s senat 1901-1913.
Burnham utexaminerades 1865 från Dartmouth College. Han studerade sedan juridik och inledde 1868 sin karriär som advokat i Manchester. Han var även verksam inom bank- och försäkringsbranschen. Han var 1889 delegat till New Hampshires konstitutionskonvent.
Burnham efterträdde 1901 William E. Chandler som senator för New Hampshire. Han efterträddes 1913 av Henry F. Hollis.
Burnham avled 1917 och gravsattes på Pine Grove Cemetery i Manchester, New Hampshire.